# Seth (Lamstedt)
Seth ist ein kleiner Ort in der Gemeinde Lamstedt. Es liegt im Landkreis Cuxhaven in Niedersachsen. Seth gehört seit alters her zu Nindorf.

## Geografie
Seth liegt am Rand der Marsch von der Oste. Östlich des Ortes liegt Laumühlen, südöstlich der Oste (mit Kranenburg und Brobergen auf der anderen Seite der Oste). Südwestlich liegt das Nindorfer Moor. Westlich folgen Niendorf, Kleinmühlen und Lamstedt. Nördlich auf der anderen Seite der L 116 liegen Hackemühlen und Ihlbeck.

## Geschichte
Das erste Mal erwählt wurde Seth im Jahr 1004 in einer Urkunde von König Heinrich II. über das Erbe von Graf Wigmann II. mit der Bezeichnung Setila. Eine eigene Gemeinde war der Ort später nicht, sondern er gehörte immer zu Nindorf.

### Verwaltungsgeschichte
Vor 1859 war Seth in der Vogtei Lamstedt im Amt Bremervörde, von 1859 bis 1885 im Amt Osten. Im Jahr 1885 kam es zum Kreis Neuhaus und 1932 zum Landkreis Land Hadeln. 1977 wurde es Teil des Landkreises Cuxhaven.
Der Ort gehörte früher immer zur Gemeinde Nindorf, die am 1. Juli 1972 durch die Gemeindereform von Niedersachsen Teil der Gemeinde Lamstedt wurde.

### Einwohnerzahl
| Jahr             | Einwohner             |
| 1791             | 2 Feuerstellen        |
| 1824             | 2 Feuerstellen        |
| 1848             | 20 Personen, 2 Häuser |
| 1. Dezember 1871 | 27 Personen, 4 Häuser |
| 1. Dezember 1885 | 23 Personen, 3 Häuser |
| 1. Dezember 1905 | 19 Personen, 2 Häuser |

### Religion
Seth ist evangelisch-lutherisch geprägt und gehört zum Kirchspiel der St.-Bartholomäus-Kirche in Lamstedt.
Die Katholiken gehen zur St.-Ansgar-Kirche in Warstade, die seit 2010 Teil der Kirchengemeinde Heilig Geist in Stade ist.

## Wirtschaft und Infrastruktur
Für Seth ist die Freiwillige Feuerwehr Nindorf zuständig.

### Verkehr
Durch Seth führt nur eine Straße: Zum Seth. Diese führt von der Landesstraße 116 zwischen Hechthausen und Lamstedt bis nach Kleinmühlen. Der nächste Bahnhof ist der Bahnhof Hechthausen (an der Niederelbebahn Cuxhaven–Hamburg).